# Горан Свилановић
Горан Свилановић (Гњилане, 22. октобар 1963) српски је дипломата и политичар. Тренутно је на функцији генералног секретара Савета за регионалну сарадњу са седиштем у Сарајеву, Босна и Херцеговина. Ступио је на дужност 1. јануара 2013. године након што су га 14. јуна 2012. у Београду, Србија именовали министри иностраних послова земаља чланица Процеса сарадње у југоисточној Европи (СЕЕЦП).

## Биографија
Дипломирао је и магистрирао на Правном факултету у Београду. Био је стипендиста фондације Сасакава 1990. године. Усавршавао се на Институту за људска права у Стразбуру (1989), Правном факултету у Сарбрикену (1991) и Европском универзитету мира у Аустрији (1994). Горан Свилановић је докторирао на Универзитету Унион у Београду.
Асистент на правном факултету у Београду, на предмету Грађанско процесно право, био је од 1989. до 1998. године када је заједно са групом професора и асистената отпуштен због противљења новом Закону о универзитету.
Објавио је низ чланака и књига из области грађанског процесног права и грађанског права, као и о правном положају избеглица и проблему држављанства.
Он је био сарадник Југословенског форума за људска права (1989), водио је СОС-телефон за жртве националне, етничке, верске, политичке и синдикалне дискриминације у Центру за антиратну акцију (1993—1997). Такође, био је председник Већа за људска права Центра за антиратну акцију у Београду (1996—1998). Сарађује и са Београдским центром за људска права, Центром за унапређивање правних студија и низом других невладиних организација.
Свилановић је био портпарол Грађанског савеза Србије (ГСС) 1997. године, а од 1998. године и потпредседник. За председника ГСС-a изабран је на Скупштини партије 1. августа 1999. године и ту функцију је обављао до 2004. године.
Од новембра 2000. године обављао је дужност министра иностраних послова СР Југославије, а затим и дужност министра за иностране послове Државне заједнице Србије и Црне Горе.
Свилановић је био народни посланик у Скупштини Републике Србије од јануара 2004. године.
У периоду од новембра 2004. до краја 2007. године био је председник Првог радног стола (демократизација и људска права) Пакта за стабилност југоисточне Европе. Свилановић је био и члан Више надзорне групе Пакта стабилности која је и предложила прелазак Пакта стабилности у Савет за регионалну сарадњу.
Свилановић је од 2008. до 2012. године био координатор економских и еколошких активности ОЕБС-a.
Иако је рођен на Косову и Метохији, Горан Свилановић се од 2004. залаже за независност ове покрајине.
Члан је Међународне комисије за Балкан, коју чине бројни познати политичари који су раније заузимали високе положаје, данашње дипломате и посредници, и која је у свом извештају из 2005, који је и Свилановић подржао, препоручила ову могућност.
Обављао је функцију главног саветника Владе Здравка Кривокапића за економске реформе и европске интеграције.
Са супругом Душицом има ћерку и сина.